# Gut Hornegg

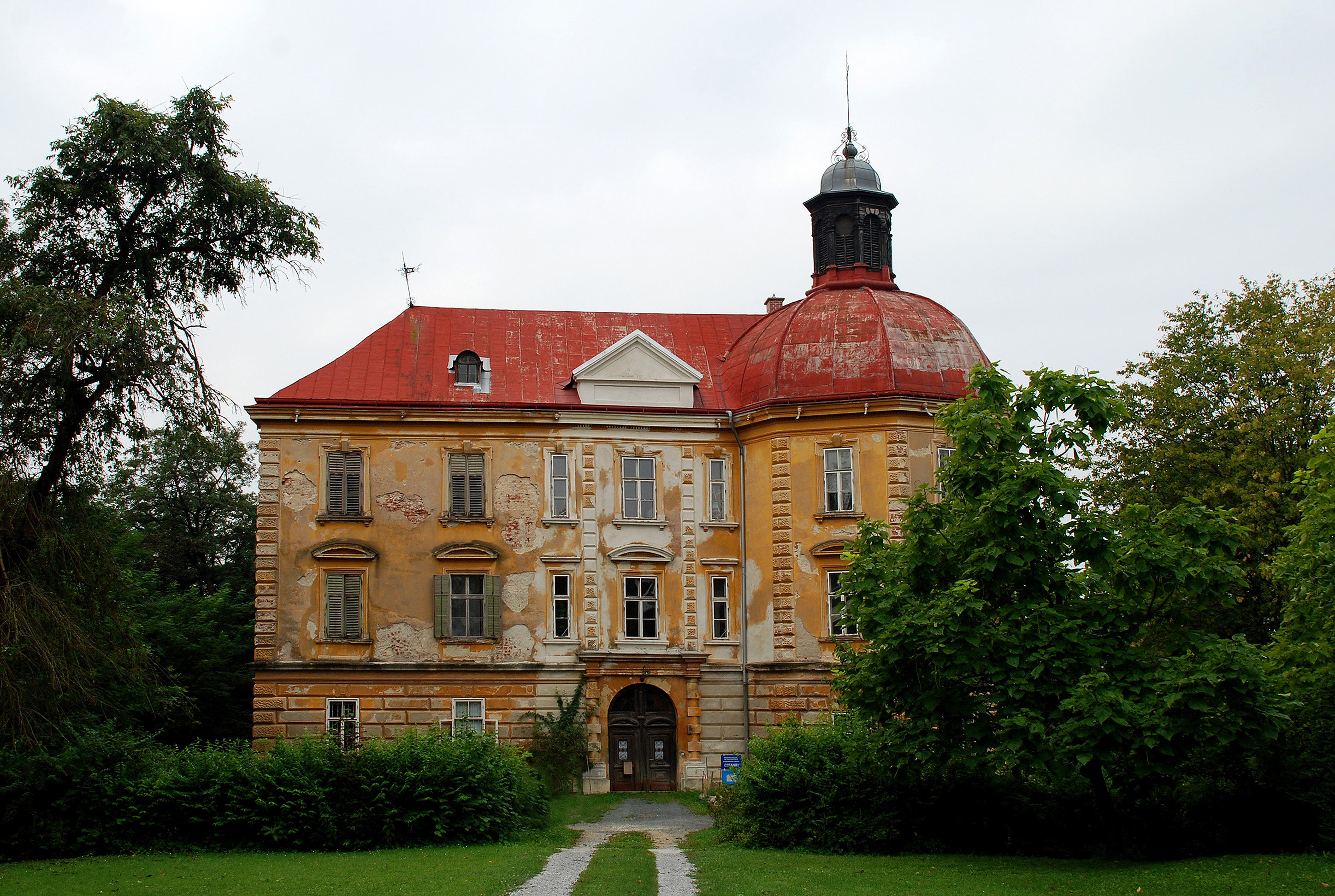
Schloss Hornegg

Gut Hornegg ist ein landwirtschaftlicher Betrieb in der Marktgemeinde Preding, pol. Bezirk Deutschlandsberg in der Steiermark, bestehend aus einem Schloss mit historischem Musterhof und einer Teichanlage, die auf eine Bewirtschaftung in der Barockzeit zurückgeht. Hornegg liegt zwischen der Weinstraße des Sausal und dem Stainzer Schilcherland. Bekannt ist Gut Hornegg als Betrieb für die nachhaltige Zucht von Süßwasserfischen, außerdem werden Wohnungen und Ferienwohnungen vermietet.

## Geschichte
Die erste Erwähnung eines Konrad von Horneck geht auf das Jahr 1230 zurück, als dieser die Klärung der rechtlichen Verhältnisse zwischen dem Augustiner-Chorherrenstift Stainz und der Herrschaft von Wildon bezeugte. Der Name des Anwesens Horneck (später Hornegg) stammt vermutlich von der mittelhochdeutschen Bezeichnung hore für Sumpf, bezeichnet also eine Burg über dem Sumpf, was auf die heutigen Teichgebiete im Predinger Ortsteil Tobis rückschließen lässt.
Das Geschlecht der Saurauer erwarb das Gut im Jahr 1373 und besaß Hornegg bis 1603, als es in Folge der Konfessionsstreitigkeiten veräußert wurde. Die Fischzucht wird unter den Saurauern zu einem wichtigen Wirtschaftszweig und das Schloss erhält seine Gestaltung im Stil der Renaissance. Das mit der Jahreszahl 1557 datierte Hauptportal bezeichnet den Abschluss dieses Ausbaus.
165 Jahre, von 1620 bis zur Auflösung des Stiftes im Jahr 1785 durch Kaiser Joseph II., gehörte Hornegg zum Augustiner-Chorherrenstift Stainz. Die Fische aus der eigenen Zucht kamen als Fastenspeise zur Geistlichkeit nach Stainz. Noch heute zeugt der Stuck in den Repräsentationsräumen im ersten Obergeschoß des Schlosses von den geistlichen Besitzern.
Nach zahlreichen Eigentümerwechseln erwarb Daniel von Lapp das Anwesen im Jahr 1875. Der Pionier in Sachen Bautechnik errichtete mit seinen Brüdern Jakob und Ludwig die Bahnlinie Schwanberg–Wies und verantwortete später – erstmals unter Einsatz von dampfbetriebenen Bohrmaschinen – den Durchbruch des Arlbergtunnels, wofür er in den Adelsstand erhoben wurde. Lapp baute Hornegg nach dem Vorbild Erzherzog Johanns zu einem Mustergut aus. Das heutige Aussehen von Schloss Hornegg geht im Wesentlichen auf die Umgestaltung des Daniel von Lapp aus dem Jahr 1875 zurück.
Der Fernsehmoderator und Hörfunksprecher Carl Graf Schönfeldt, der 1963 den von seiner späteren Frau Christl „Gräfin“ Schönfeldt organisierten Opernball moderierte, wohnte in frühen Jahren auf dem Gut, das sein Vater Rudolf 1917 erwarb und eignete sich aus diesem Grund das Pseudonym Rudolf Hornegg an.
1940 erwarb die Südtiroler Industriellenfamilie Brigl das Gut Hornegg, welches seit diesem Zeitpunkt im Eigentum der Familie steht. Die Familie Holler, Nachkommen der Familie Brigl, betreibt heute Gut Hornegg als Biofischzucht und Feriendomizil.

## Schloss Hornegg

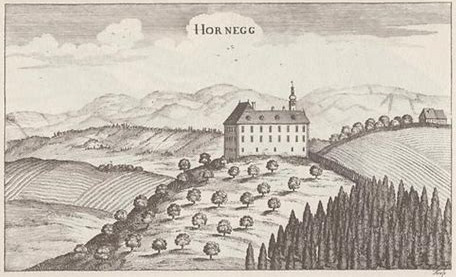
Kupferstich von Georg Matthäus Vischer aus Topographia Ducatus Stiriae, Graz 1681

Die Burg der Hornecker wurde strategisch günstig am Ausläufer des Spiegelkogels errichtet, der auf drei Seiten steil zu den damaligen Sumpfgebieten von Tobis abfiel. Schloss Hornegg ist ein dreigeschoßiger Vierflügelbau mit einem Innenhof, der an zwei Seiten Arkadengänge aufweist. Der Bau stammt im Kern aus dem 16. Jahrhundert, das Hauptportal ist mit der Jahreszahl 1557 datiert.
Frühe Baubeschreibungen existieren nicht und das erste Bilddokument stammt von Georg Matthäus Vischer aus seiner Topographia Ducatus Stiriae, Graz 1681. Die erste umfassende Baubeschreibung, die wohl auf der ursprünglichen Nutzung beruht, stammt aus dem Jahr 1818.

„Das herrschaftliche Schloßgebäude war mit Ziegeln gedeckt, zwei Stockwerke hoch und besaß einen sehr kleinen Schloßhof. In den zwei unterirdischen, gewölbten Weinkellern war Platz für beiläufig 56 Startin Wein in Halbstartinfässern (ein Startin entspricht 566 Litern), daneben bestanden ein geräumiger Kraut- und Rübenkeller und ein Einsetzkeller. Im Erdgeschoß des Schlosses bestanden drei geräumige Gewölbe, darin die Verwalters- und kleine Kontrollorsküche, Backküche, Selchküche, Küchenrequisitenkammer, das kleine Milchgewölbe, ein gewölbtes Gesindezimmer, ein stuckiertes Gesindezimmer, eine Torwächterkammer, eine Zeugkammer, ein gewölbtes kleines Hühnerkammerl, ein „Privet“ (Abort) – alles in mittelmäßigem baulichen Zustand. Im ersten Stockwerk lag gegen Osten ein geräumiger, ziegelgepflasterter Vorsaal (guter Bauzustand), gegen Süden vier Wohnzimmer mit Stukkatur, ein gewölbtes Wohnzimmer (im guten Bauzustand), ein Privet (mittelmäßig), gegen Westen zwei Wohnzimmer mit Stukkatur (guter Bauzustand), eine feuergefährliche kleine Notküche für die Amtsschreiber (schindelgedeckt, schlechter Zustand), gegen Norden eine Amtskanzlei mit Stuckatur, ein gewölbtes Archiv (guter Zustand), ein großes „Rondellen Zimmer den Einsturz drohend“ und ein bereits eingestürztes Privet. Das zweite Stockwerk schließlich bot gegen Osten einen geräumigen ziegelgepflasterten Vorsaal (guter Zustand), gegen Süden drei Wohnzimmer mit Stuckatur (guter Zustand), ein Privet (mittelmäßig), gegen Westen einen großen einsturzgefährdeten Saal, gegen Norden zwei Wohnzimmer (guter Zustand), „in der Rundellen die sehr gefährliche den Einsturz drohende Kapelle“ und am Dach einen hölzernen Turm im schlechten Zustand.“

Große Änderungen erfuhr das Schloss erst nach der Übernahme durch Daniel Lapp im Jahr 1875. Damals erhielt es im Wesentlichen sein heutiges Aussehen. Die Dachanlage wurde erneuert und im Nordturm ein Stiegenhaus eingebaut. An der Südfassade wurde auf Höhe des ersten Obergeschoßes ein großer Balkon angebracht und die Fassaden wurden um Erker, Gesimse und skulpturale Elemente ergänzt.

Im Sommer 2018 wurde die Nordfassade des Schlosses vom steirischen Künstler Bernhard Wolf gestaltet.
Schloss Hornegg wurde vom Bundesdenkmalamt mit Bescheid unter Schutz gestellt.

## Marienfigur von Veit Königer

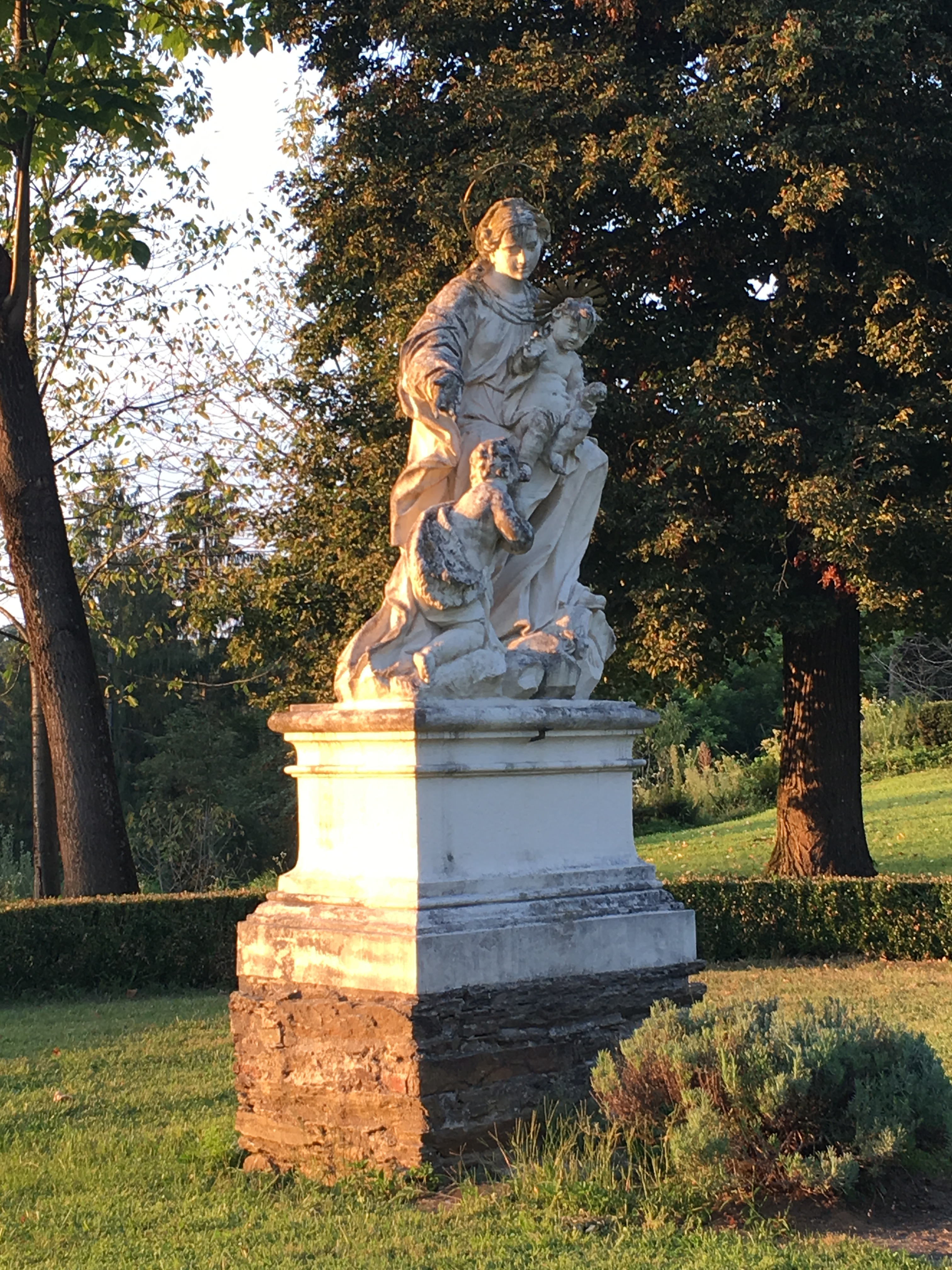
Veit Königer: Heilige Maria mit Jesuskind und Johannesknaben

Im nach Norden des Schlosses Hornegg angrenzenden Park steht die Figur „Heilige Maria mit Jesuskind und Johannesknaben“. Die Skulptur stammt vom Südtiroler Bildhauer Veit Königer, der nach seinem Studium an der Akademie der bildenden Künste in Wien um die Mitte des 18. Jhdts. in Graz ansässig wurde. In dritter Ehe heiratete der bereits 61-jährige Künstler 1791 die aus Preding stammende 26-jährige Barbara Scheiflein.
Die Skulptur wurde vom Bundesdenkmalamt mit Bescheid unter Schutz gestellt.

## Teichanlage
Die Hornegger Teiche gehen in ihren Anfängen auf eine Anlage aus der Barockzeit zurück. Der überwiegende Teil wurde in den 1960er Jahren angelegt. Mittlerweile sind es knapp 30 Teiche. Diese Teichlandschaft bietet einer großen Zahl seltener Tiere einen adäquaten Lebensraum.
Aus historischen Quellen überliefert ist der Bestand folgender Teiche: Großer Spiegelteich, Krebsenteich, Tobisteich, Haselgrabenteich.

## Fischgut Hornegg
Gut Hornegg hat sich der Produktion alter einheimischer Fischarten verschrieben. Es kommen ausschließlich nachhaltige Produktionsformen zur Anwendung. Gezüchtet werden Amur, Brachse, Flussbarsch, Hecht, Giebel, Karpfen, Rotauge, Rotfeder, Schleie, Wels und Zander. Die Fische werden überwiegend an Wochenmärkten in Graz, Deutschlandsberg, Leibnitz, Preding und ab Hof verkauft.
2012 erschien im Wiener Christian Brandstätter Verlag das Kochbuch Frische Fische. Autoren dieses Kochbuchs, das sich ausschließlich der Hornegger Artenvielfalt verschrieben hat, sind der Autor, Moderator und Kabarettist Dirk Stermann und die Grazer Kunsthistorikerin Christiane Kada, die in Gut Hornegg aufgewachsen ist.

## Colluvio – Kammermusik auf Gut Hornegg
Jährlich finden sich im Sommer junge professionelle Musiker auf Gut Hornegg zu Colluvio, einem Intensivkurs für Kammermusik für Violine, Cello und Klavier ein. Colluvio bedeutet Mischmasch und folgt vor dem Hintergrund der europäischen Süd-Ost-Erweiterung dem Motto, dass Musik die Menschen verbindet. Neun bis zehn Jugendliche aus Europa aber mit Schwerpunkt Südosteuropa bringen während des zehntägigen Kurses anspruchsvolle Kammermusik, bevor sie zu einer Tournee durch Zentral- und Südeuropa aufbrechen. Künstlerischer Leiter von Colluvio ist der Münchner Cellist und Musikpädagoge Meinhard Holler, der auf Gut Hornegg aufgewachsen ist.
Die Konzerte von Colluvio werden regelmäßig vom verschiedenen Rundfunkanstalten übertragen. Im Jahr 2010 produzierte Walter Wehmeyer im Auftrag des ORF eine Dokumentation über Colluvio mit dem Titel Musik nach dem Krieg. Kosovo zwischen Trauma und Neubeginn. Diese Doku wurde wiederholt von ORF, BR (Bayerisches Fernsehen), WDR, NDR, SWR, 3sat, Arte, Deutsche Welle TV, Planet TV Germany ausgestrahlt.